# Nocturne 〜夜想曲〜
『Nocturne 〜夜想曲〜』（ノクターン やそうきょく）は、Winkの9枚目のオリジナル・アルバム。1992年11月26日にポリスターより発売された。

## 概要
ヒットシングル「ふりむかないで」と「リアルな夢の条件」を含むアルバム。ハードなサウンドに乗せて危険な恋を歌ったナンバーや、冬らしいバラード曲、ヴァネッサ・ウィリアムス「Save the Best for Last」や、パット・ベネター「Invincible」のカヴァー、そして当時のプロデューサーである水橋春夫がかつて在籍していたジャックス2枚目のシングル「マリアンヌ」のB面曲「時計をとめて」のカヴァーなどが収録されている。
これまでWinkのアルバムには、カップリング曲が収録されないことが多かったが、本作には上記2枚のシングルのカップリング曲が収録、さらに前年の1991年に『フジパシフィック音楽出版創立25周年記念CD』（2枚組・非売品CD）のために録音された「時計を止めて」を収録している（非売品CD発表後に発売したアルバム『Sapphire』『Each side of screen』には収録されずアルバム2枚を跨いでの収録となった）。そのため全10曲中5曲が既出曲となり、純粋なアルバム用の楽曲がWinkの全フル・アルバムの中でいちばん少ないアルバムとなった。
規格品番はそれぞれ、1992年11月26日リリース - CD:PSCR-1060。2014年1月15日リリース・タワーレコード限定盤 - Blu-spec CD:XQJX-1048。2018年8月22日リリース - UHQCD:PSCR-6266。
2018年8月22日には、レコチョク、およびe-onkyo music（オンキヨー）、mora（レーベルゲート）などの音楽配信サイトでハイレゾ版（96kHz/24bit）を含むダウンロードアルバムの配信が開始された。

## 収録曲
| #         | タイトル                                         | 作詞                                              | 作曲                                              | 編曲      | 時間  |
| --------- | ------------------------------------------------ | ------------------------------------------------- | ------------------------------------------------- | --------- | ----- |
| 1.        | 「リアルな夢の条件」                             | 及川眠子                                          | Osny Melo                                         | 門倉聡    | 4:37  |
| 2.        | 「あなたに秘密な夜」                             | 及川眠子                                          | 高槻真裕                                          | 米光亮    | 3:36  |
| 3.        | 「冬幻想」                                       | 芹沢類                                            | 工藤崇                                            | 門倉聡    | 4:57  |
| 4.        | 「Celebration」(日本語詞: 芹沢類 / 相田翔子ソロ) | Phil Galdston・John Lind・Wendy Waldman           | Phil Galdston・John Lind・Wendy Waldman           | 門倉聡    | 3:54  |
| 5.        | 「刹那ヴァージョン」                             | 及川眠子                                          | Milk Rie                                          | 米光亮    | 4:41  |
| 6.        | 「Only One」(鈴木早智子ソロ)                     | 及川眠子                                          | 門倉有希                                          | 門倉聡    | 5:03  |
| 7.        | 「無実のオブジェ」(日本語詞: 及川眠子)           | Simon Climie・Holly Knight                        | Simon Climie・Holly Knight                        | 杉山卓夫  | 4:30  |
| 8.        | 「ロマンスの方舟」(日本語詞: 及川眠子)           | Setolosi Alessandro・Degl'innocenti・Marco Masini | Setolosi Alessandro・Degl'innocenti・Marco Masini | 船山基紀  | 3:52  |
| 9.        | 「ふりむかないで」                               | 岩谷時子                                          | 宮川泰                                            | 門倉聡    | 4:06  |
| 10.       | 「時計をとめて」                                 | 堀下健                                            | 堀下健                                            | 門倉聡    | 4:42  |
| 合計時間: | 合計時間:                                        | 合計時間:                                         | 合計時間:                                         | 合計時間: | 43:58 |

### 曲解説
1. リアルな夢の条件
  - 16枚目のシングル表題曲。
2. あなたに秘密な夜
3. 冬幻想
4. Celebration
  - 相田翔子ソロ。ヴァネッサ・ウィリアムス「Save the Best for Last」のカヴァー。
5. 刹那ヴァージョン
6. Only One
  - 鈴木早智子ソロ。
7. 無実のオブジェ
  - 「リアルな夢の条件」のカップリング曲。パット・ベネター「Invincible」のカヴァー。
8. ロマンスの方舟
  - 「ふりむかないで」のカップリング曲。ミスター・ジヴァゴ「Little Russian」のカヴァー。
9. ふりむかないで
  - 15枚目のシングル表題曲。
10. 時計をとめて
  - Winkの音楽プロデューサーだった水橋春夫が在籍していたジャックスのカヴァー。
  - 『フジパシフィック音楽出版創立25周年記念CD』収録の音源とは同一ミックスだが左右のチャンネルが反転している他、誤差の範囲でテンポが遅くなっている。